# Kate Sedley
Kate Sedley, eigentlich Brenda Margaret Lilian Honeyman Clarke (* 30. Juli 1926 in Bristol; † 28. Februar 2022), war eine englische Schriftstellerin.

## Leben
Clarke absolvierte ihre Schulzeit an The Red Maid's School in Westbury-on-Trym. Nach ihrem Studium kam sie dorthin zurück und wirkte dort viele Jahre als Lehrerin. Begeistert von der Geschichte ihres Landes, begann sie schon früh darüber Geschichten zu verfassen. Ihre ersten Veröffentlichungen veröffentlichte sie unter ihrem eigenen Namen (Brenda Clarke); später wählte sie sich – um sich klar von ihrem Brotberuf zu trennen – die Pseudonyme Brenda Honeymoon und Kate Sedley.
Auch nach ihrer Pensionierung schrieb sie weiter und ist heute ihrem Publikum nur noch unter ihrem Pseudonym bekannt. Sie lebte 2011 mit ihrem Ehemann in ihrer Heimatstadt Bristol.
Sie starb am 28. Februar 2022 im Alter von 95 Jahren.

## Rezeption
Ihren größten Erfolg konnte Sedley mit der Reihe um ihren Protagonisten Roger the Chapman verbuchen. Nach ihren eigenen Aussagen wählte sie diesen Namen nach ihrer Bedeutung und keineswegs nach dem gleichnamigen Rocksänger In den deutschen Übersetzungen wurde dieser Name etwas unrichtig verkürzt auf Roger Chapman.
Roger Chapman war eigentlich für ein Leben im Kloster bestimmt. Kurz vor seinem Ordensgelübde flüchtete er und lebt seitdem als Hausierer. Bei seinen Handelsreisen stößt er immer wieder auf Verbrechen, welche er aufklären hilft.

## Werke (Auswahl)

### Als Brenda Clarke
- Der ferne Morgen. Roman („The far morning“). Knaur Verlag, München 1987, ISBN 3-426-01414-9.
- The glass island. A novel. Collins, London 1978, ISBN 0-00-233281-7.
- Wie eine Rose im Mai. Roman („A rose in may“). Knaur Verlag, München 1990.
- Die vierte Erbin. Roman („An equal chance“). Knaur Verlag, München 1991, ISBN 3-426-03082-9.
- Warten auf die Liebe. Roman („Beyond the world“). Knaur Verlag, München 1993, ISBN 3-426-60007-2.
- Ein Licht im Winter. Roman („Winter landscape“). Droemer Knaur, München 1989, ISBN 3-426-01642-7.

### Als Brenda Honeyman
- Emma, the Queen. A novel. Hale Books, London 1978, ISBN 0-7091-6638-9.
- Good Duke Humphrey. Hale Books, London 1973.
- Harry, the king. A novel. New English Library, London 1972, ISBN 0-450-01159-3.[3]
- Brother Bedford. A novel. Hale Books, London 1972, ISBN 0-7091-3166-6.
- Richard, by the grace of God. Hale Books, London 1968, ISBN 0-7091-0088-4.
- The Kingmaker. Hale, London 1969, ISBN 0-7091-0890-7.
- Richmond and Elizabeth. Hale Books, London 1970.

### Als Kate Sedley
- Roger-Chapman-Reihe

1. Die letzte Rast. Ein historischer Kriminalroman („Death and the Chapman“, 1991). Neuaufl. Rowohlt, Reinbek 2005, ISBN 3-499-23971-X.
2. Gefährliche Botschaft. Historischer Kriminalroman („The Plymouth Cloak“, 1992). Rowohlt, Reinbek 1995, ISBN 3-499-13537-X.
3. Der zerrissene Faden. Ein historischer Kriminalroman („The hanged man“[4] 1993). Rowohlt, Reinbek 1995, ISBN 3-499-13545-0.
4. Fromme Unschuld. Roman („The holy innocents“, 1994). Wunderlich, Reinbek 1996, ISBN 3-8052-0584-8.
5. Das alte Lied. Roman („The eve of St. Hyacinth“, 1995). Rowohlt, Reinbek 1998, ISBN 3-499-22366-X.
6. Der verhängnisvolle Winter. Ein historischer Kriminalroman („The wicked winter“, 1995). Rowohlt, Reinbek 1999, ISBN 3-499-22354-6.
7. The Brothers of Glastonbury. Headline Publ., London 1997, ISBN 0-7472-2087-5.
8. The Weaver's inheritance. Headline Publ., London 1998, ISBN 0-7472-2277-0.
9. The Saint John's Fern. Headline Publ., London 1999, ISBN 0-7472-7496-7.
10. The Goldsmith's daughter. Severn House, Sutton 2001, ISBN 0-7278-5732-0.
11. The Lammas' Feast. Severn House, Sutton 2002, ISBN 0-7278-5867-X.
12. Nine mendancing. Severn House, Sutton 2003, ISBN 0-7278-5977-3.
13. The midsummer rose. Severn House, Sutton 2004, ISBN 0-7278-6078-X.
14. The Burgundian's Tale. Severn House, Sutton 2005, ISBN 0-7278-6216-2.
15. Prodigal Son. Severn House, Sutton 2006, ISBN 0-7278-6337-1.
16. The Three Kings of Cologne. Severn House, Sutton 2007, ISBN 978-0-7278-6481-9.
17. The green man. Severn House, Sutton 2008, ISBN 978-0-7278-6617-2.
18. The dance of death. Severn House, Sutton 2009, ISBN 978-0-7278-6745-2.
19. The wheel of fate. Severn House, Sutton 2010, ISBN 978-0-7278-6870-1.
20. The Midsummer crown. Severn House, Sutton 2010, ISBN 978-0-7278-6078-1.

- For King and Country. Severn House, Sutton 2006, ISBN 0-7278-6406-8.